# Norwegian Air Shuttle
Norwegian Air Shuttle — норвезька лоукост-авіакомпанія, зі штаб-квартирою в Форнебю (передмістя Осло).
Одночасно є головною компанією Norwegian Group і володіє 100% акцій дочірніх далекомагістральних авіакомпаній:
- Norwegian Long Haul, штаб-квартира в Осло
- Norwegian Air International, штаб-квартира в Дубліні
- Norwegian Air UK — база Лондон-Гатвік
- Norwegian Air Argentina, штаб-квартира в Буенос-Айресі

Компанія котирується на біржі : Euronext Oslo: NAS
 .

## Історія
У 1967 році в Норвегії була створена компанія англ. Busy Bee Airservice, яка в 1972 році була перейменована в «Air Executive Norway», а трохи пізніше, 22 січня 1993 року — у «Norwegian Air Shuttle».
Навесні 2007 року авіакомпанія купила шведського лоукост перевізника «FlyNordic». У результаті цього «Norwegian Air Shuttle» стала найбільшою в Скандинавії бюджетною авіакомпанією.
Вона отримувала безліч нагород, зокрема у 2013 році була визнана найкращою недорогою авіакомпанією в Європі[джерело?].
21 квітня 2020 лоукостер Norwegian Air Shuttle повідомив про банкрутство своїх 4 “дочок” у Швеції та Данії через пандемію коронавірусу. Компанія скоротила 4705 працівників, зокрема 1571 пілотів та 3134 бортпровідників. Близько 700 пілотів та 1300 бортпровідників збережуть роботу, оскільки вони працевлаштовані в компаніях, які базуються в Норвегії, Франції та Італії.

## Флот
Флот на квітень 2018:
| Тип              | Експлуатується | Замовлено | Пасажири | Примітки |
| ---------------- | -------------- | --------- | -------- | --- |
| Airbus A321LR    | —              | 30        | 220      | Поставки почнуться в 2019 році.                                                                                                 |
| Boeing 737-800   | 51             | —         | 186      | |
| Boeing 737-800   | 51             | —         | 189      | |
| Boeing 737 MAX 8 | —              | 104       | 189      | Замовлено розподілено між материнською та дочірніми авіакомпаніями. Поставки у дочірні компанії розпочалися в червні 2017 року. |
| Загалом          | 51             | 104       |          | |